# Moisés Ferreira
Moisés Salvador Coelho Ferreira (S. João da Madeira, 25 de dezembro de 1985) é psicólogo e foi deputado da esquerda política portuguesa. Foi deputado pelo Bloco de Esquerda à Assembleia da República.  É Membro da Mesa Nacional e Comissão Política do Bloco de Esquerda.  

## Biografia
É licenciado em psicologia e frequentou o mestrado em Psicologia da Formação Profissional e Aprendizagem ao Longo da Vida.
Aos 19 anos, apresentou-se como candidato à Câmara Municipal de S. João da Madeira, nas eleições autárquicas de 2005.
Foi eleito deputado pelo distrito de Aveiro nas eleições legislativas em 2015 e, novamente, nas de 2019. Nas eleições legislativas de 2022, foi novamente cabeça de lista pelo Bloco de Esquerda a Aveiro, mas perdeu a reeleição, naquela que foi uma derrota eleitoral do partido.

## Atividade na Assembleia da República
Moisés Ferreira foi eleito deputado na XIII Legislatura e na XIV Legislatura. 
O psicólogo integrou duas Comissões Parlamentares e cinco Grupos de Trabalho:
- Comissão de Saúde (Coordenador GP)
- Comissão Eventual para o acompanhamento da aplicação das medidas de resposta à pandemia da doença COVID-19 e do processo de recuperação económica e social (Vice-Presidente; Coordenador GP)
- Grupo de Trabalho - Carreira Técnico Superior Diagnóstico e Terapêutica
- Grupo de Trabalho - Procriação Medicamente Assistida
- Grupo de Trabalho - Técnico Auxiliar de Saúde
- Grupo de Trabalho - Saúde Mental
- Grupo de Trabalho - Canábis

## Resultados Eleitorais

### Eleições Legislativas
| Data | Partido | Partido | Circulo eleitoral | Posição     | Cl.    | Votos         | %             | +/-        | Status     | Notas |
| ---- | ------- | ------- | ----------------- | ----------- | ------ | ------------- | ------------- | ---------- | ---------- | ----- |
| 2009 |         | BE      | Porto             | 6.º (em 39) | 4.º    | 92 929        | 9,21 / 100,00 |            | Não eleito |       |
| 2011 | Aveiro  | BE      | 4.º (em 16)       | 4.º         | 19 338 | 5,03 / 100,00 |               | Não eleito |            |       |
| 2015 | Aveiro  | BE      | 1.º (em 16)       | 3.º         | 35 327 | 9,60 / 100,00 | 4,57          | Eleito     |            |       |
| 2019 | Aveiro  | BE      | 1.º (em 16)       | 3.º         | 35 068 | 9,96 / 100,00 | 0,36          | Eleito     |            |       |
| 2022 | Aveiro  | BE      | 1.º (em 16)       | 4.º         | 16 708 | 4,58 / 100,00 | 5,38          | Não eleito |            |       |
| 2024 | Aveiro  | BE      | 1.º (em 16)       | 5.º         | 17 358 | 4,10 / 100,00 | 0,48          | Não eleito |            |       |
| 2025 | Aveiro  | BE      | 2.º (em 16)       | 6.º         | 7 015  | 1,69 / 100,00 | 2,41          | Não eleito |            |       |

### Eleições Autárquicas

#### Câmara Municipal
| Data | Partido | Partido | Concelho            | Posição    | Cl. | Votos | %             | +/- | Status     | Notas |
| ---- | ------- | ------- | ------------------- | ---------- | --- | ----- | ------------- | --- | ---------- | ----- |
| 2005 |         | BE      | São João da Madeira | 1.º (em 7) | 5.º | 297   | 2,59 / 100,00 |     | Não eleito |       |